# Smederevska trdnjava
Smederevska trdnjava (srbsko Cмeдepeвcκa твpђaвa / Smederevska tvrđava) je srednjeveško utrjeno mesto v Smederevu v Srbiji, ki je bilo v srednjem veku začasno prestolnica Srbije. Zgrajena je bila med letoma 1427 in 1430 po naročilu despota Đurađa Brankovića, vladarja Srbske despotije. Nadalje ga je utrdilo Osmansko cesarstvo, ki je mesto zavzelo leta 1459.
Trdnjava je zdržala več obleganj Osmanov in Srbov in preživela relativno nepoškodovana. Med drugo svetovno vojno je bila močno poškodovana zaradi eksplozij in bombardiranja. Od leta 2009 je v središču obsežnih restavratorskih in konservatorskih del, kljub temu pa trdnjava ostaja »eno redkih ohranjenih dvorov srednjeveških srbskih vladarjev.«
Smederevska trdnjava je bila leta 1979 razglašena za nacionalni spomenik kulture izjemnega pomena. Leta 2010 je bila trdnjava uvrščena na poskusni seznam za morebitno nominacijo za svetovno dediščino (UNESCO).

## Lega
Smederevska trdnjava, 45 kilometrov jugovzhodno od Beograda, se razprostira na 11,3 hektarja v središču sodobnega mesta Smederevo. Strateško stoji na desnem bregu reke Donave na trikotni ravnini, ki jo tvori sotočje Donave in Jezave, na nadmorski višini le 72 metrov. Ta lokacija je srbski prestolnici omogočila, da je ostala blizu krščanske kraljevine Ogrske, hkrati pa je zadovoljila tudi sultana Murata II. iz Osmanskega cesarstva z odpravo nenadzorovanega prehoda Ogrov v dolino Morave.
Položaj trdnjave, ki povezuje Balkan in srednjo Evropo, jo je stoletja delal za pomembno versko in trgovsko središče, in tudi zdaj je pomagalo, da je na Panevropskem X koridorju. Donava jo povezuje tudi s številnimi drugimi zgodovinskimi znamenitostmi, predvsem z Beogradom in njegovim predmestjem Vinčo, Novim Sadom, trdnjavo Golubac, Lepenskim Virom in Viminaciumom.

## Zgodovina
Med turbulencami osmanskega osvajanja Balkana v začetku 15. stoletja so krščanski vladarji regije izgubili več bitk, kot sta bitka na Kosovem polju in obleganje Velikega Trnova. Despot Stefan Lazarević je moral Srbsko despotijo vzdrževati v občutljivem ravnovesju med Osmani in Ogri. Okoli leta 1403 je sprejel ogrsko vazalstvo od kralja Sigismunda in ustanovil novo prestolnico v Beogradu, ki mu je bila dodeljena kot nagrada. Po Stefanovi smrti leta 1426 je moral Đurađ Branković, Stefanov nečak in naslednik, Beograd vrniti Ogrom. Da bi nadomestil to izgubo, se je Đurađ odločil za gradnjo nove prestolnice in izbira je padla na Smederevo.
Smederevo, ki ni imelo predhodne naselbine, je bilo izbrano iz več razlogov. Leta 1428, med vojno Osmanskega cesarstva z Benetkami, so se Ogri in Osmani dogovorili, da bodo Brankovića priznali kot neodvisnega vladarja Srbije in jo s tem spremenili v tamponsko državo. Pogodba je vzpostavila tudi osmansko oblast nad Srbijo v povezavi s tem, da ostane ogrski vazal. Med daljšim statusom z Ogrsko in verskimi razlikami z Osmani (Ogrska in Srbija sta bili krščanski v primerjavi z muslimanskimi Turki) je bilo zaželeno, da je prestolnica bližje Ogrski kot Osmanskemu cesarstvu. Lega Smedereva ob Donavi, med Beogradom in Golubcem, je omogočala enostaven dostop do drugih točk ob reki. Omogočala je tudi nadzor nad Donavskim prometom, vključno z blokiranjem Ogrskega vstopa v dolino Morave, kar je Turkom odgovarjalo.
Jeseni 1428 se je začela gradnja prestolnice. Leta 1430 je bil dokončan prvi del trdnjave, vključno s palačo in dovolj drugih stavdb, ki so tvorile ožje mesto. Dela na utrjenem predmestju in dodatnih utrdbah so se nadaljevala do leta 1439.
V novi trdnjavi sta se 20. aprila 1434 poročila najmlajša hčer Đurađa Brankovića Katarina in Ulrik II. Celjski. Ta poroka je poudarila prijateljske odnose, ki jih je imel Despot z osmansko porto, čeprav je Ulrichovo sorodstvo z ogrsko kraljico pomenilo povečano srbo-ogrsko zavezništvo. Zaradi tega je vezir Mehmet Saridže-paša sredi leta 1434 prispel v Smederevo s sporočilom iz Odrina. V njem je pisalo, da je varnost Srbije pred Osmanskim cesarstvom mogoče zagotoviti le s poroko Brankovićeve starejše hčerke s sultanom Muratom II. Po dolgem premisleku je svet, sklican v palači, priznal in dogovorjeno je bilo, da se Mara zaroči s sultanom. Tisto jesen je Murat poslal več svojih »najbolj slavnih vezirjev« po svojo zaročenko.
14. avgusta 1435 je bila v smederevski avdienciji podpisana uradna pogodba o »bratstvu in prijateljstvu« med Srbijo in Beneško republiko. Ta pogodba je povzročila, da so Đurađ in njegovi sinovi šteli za beneške državljane. V začetku junija 1439 je bil prekinjen mir z Osmani, ki je bil dosežen z Marino poroko s sultanom. Pod vodstvom Murata II. je 130.000 turških vojakov zasedlo hribe okoli Smedereva. Branković je hitel po pomoč na Ogrsko, poveljeval pa je njegov sin Grgur. Pomoči ni bilo, vendar je Smederevo zdržalo napad, tudi ko je Murat prinesel topove.
Skoraj tri mesece pozneje, 18. avgusta 1439, je lakota prisilila Srbe k predaji. Princa Grgur in Stefan sta bila poslana v Anatolijo in oslepljena, kljub prošnjam njune sestre, zdaj sultane Mare. Pet let pozneje pa so se Smederevo, Grgurja in Stefana po Segedinskem mirovnem sporazumu vrnili k Brankoviću.
Okrog začetka leta 1449 je Branković zaprl ogrskega regenta Janosa Hunyadija v ječe trdnjave, dokler ga rojaki niso odkupili. Leta 1453 sta sultan Mehmet II. in Isak-beg Arbanazović vodila nov napad na Smederevo kot del uničujočega napada na Srbijo. Turki so med tem napadom zajeli 50.000 moških, žensk in otrok, vendar je Smederevo dobro vodil Thomas Kantakouzenos. Kljub temu, da je imel le 6000 mož, v primerjavi z 20.000 Osmani, je mesto zdržalo. Mehmed Osvajalec je drugič oblegal Smederevo, trdnjavo pa so leta 1456 tretjič oblegali Osmani, ki so jo branile srbske sile. Marca 1459 je Stjepan Tomašević prevzel poveljstvo nad Smederevsko trdnjavo. Istega leta so Smederevo zavzeli Osmani, kar je privedlo do konca srednjeveške srbske države, Stefan Tomašević pa je pobegnil v Bosno.
Med drugo svetovno vojno so nemške sile trdnjavo uporabljale za skladiščenje streliva. 5. junija 1941 je strelivo eksplodiralo in razstrelilo celotno Smederevo in doseglo naselja, ki so bila oddaljena tudi 10 kilometrov. Velik del južnega obzidja trdnjave je bil uničen, bližnja železniška postaja, polna ljudi, je bila razstreljena, večina stavdb v mestu pa je bila spremenjena v ruševine. V eksploziji je umrlo okoli 2500 ljudi, vsak drugi prebivalec pa je bil ranjen (približno 5500) . Bombardiranje s strani zaveznikov leta 1944 je povzročilo dodatno škodo.

### Sedanja in prihodnja uporaba
Trdnjava se trenutno uporablja kot mestni park, občasno pa gosti festivale, koncerte, sejme in druge kulturne dogodke. V središču je bil zgrajen oder. Na jugovzhodu je nekdaj odprt prostor ob Jezavi zdaj pristanišče in marina. V teku so tudi razprave za določitev združljive prihodnosti, posodobljene uporabe in za razvoj projektov za obnovo in sanacijo trdnjave.

## Kulturni in zgodovinski pomen
Smederevska trdnjava je bila opisana kot »eden najbolj presenetljivih in monumentalnih del arhitekture, ki so preživeli iz srednjeveške Srbije« in »priča srbske ustvarjalne sile«. Je natančen prikaz tradicionalne srednjeveške obrambne arhitekture in je ostala dobro ohranjena in do druge svetovne vojne ni utrpela večjih poškodb. Trdnjava in okolica sta kopičila dokaze o civilizacijah, ki so se razvijale skozi zgodovino, predvsem med 15. in 20. stoletjem, kar neposredno priča o napredku srednjeveške srbske države in pripadajoče pravoslavne cerkve.
Trdnjavo je kot novo prestolnico Srbije zgradil Đurađ Branković. Med gradnjo je bila Brankovićeva žena Jerina opažena, kako se pogovarja s tujimi nadzorniki – njenim bratom Georgeom Palaiologosom Kantakouzenosom in njegovimi možmi –, zaradi česar je bila pogosto povezana s projektom. Med delavci ji je to združenje ob zahtevanem dolgotrajnem delu in visokih davkih dobilo vzdevek Prokleta Jerina.
Veliko truda so povzročila tudi različna pretiravanja in zgodbe, kot je epska pesem Starina Novak in knez Bogosav, v kateri je pisalo, da je veliko ljudi pobegnilo v gozd in so postali hajduki in s tem ubežati davkom in nadaljnjemu delu. Čeprav so bili na tem območju dejansko hajduki, ni jasno, ali so bili dejansko povezani z gradnjo trdnjave.
Ko je bil prvi del končan, je Smederevska trdnjava hitro postala pomembna povezava med Balkanom in srednjo Evropo. Kmalu po postavitvi je mesto doseglo svoj vrhunec kot versko, trgovsko in gospodarsko središče, pri čemer so ga naselili predvsem Srbi in kolonije trgovcev, predvsem iz Dubrovnika. Približno v istem času so bile v cerkvi v trdnjavi prinesene in shranjene relikvije svetega Luke Evangelista, ki je postal zavetnik Smedereva.
V zvezi s samo strukturo je ožje mesto značilno po dvorani za sprejeme, ki je pomemben prikaz srbske srednjeveške arhitekture. Visoko v kamnitem zidu na Donavski strani so vklesani štirje sklopi dvojnih obokanih oken v kombinaciji gotskega in romanskega sloga. Tu je bila podpisana trgovska pogodba med Beneško republiko in Srbsko despotijo. 
V mestnem središču je tudi stolp z velikim zidanim napisom Đurađ Branković in datumom izgradnje. Piše se »V Hrista Boga blagoverni despot Đurđ, gospodin Srbljem i Pomorju Ze(t)skomu; povelenijem njegovemu sazida se grad sij v leto 6938.« (V Kristusu Gospodu verni Despot Đurđ, gospodar Srbov in Zetskega Primorja. Po njegovem ukazu je bilo to mesto zgrajeno leta 6938 [1430].) Nad njim je vtisnjen križ, ki daje stolp ime Krstata kula (Križev stolp). Ta tip napisa je redek in ga najdemo le na nekdanjem bizantinskem ozemlju. To je edini primer v nekdanji Jugoslaviji.
V utrjenem predmestju so minimalni ostanki dveh pomembnejših objektov. Eden je bil sakralni kompleks Blagoveštenjska crkva, kjer so bile shranjene svetnikove relikvije. Čeprav se je začela graditi v 15. stoletju, je bila zgrajena v več zgodovinskih fazah. Druga stavba je bila turška kopel iz 17. stoletja.
Dolga leta je Smederevska trdnjava stala kot zadnja obramba pred osmanskimi napadi. Med njihovim napadom leta 1439 je postala tudi prvo mesto v Srbiji, ki je videlo topovski strel. Ko je leta 1459 padla, je postala središče turškega sandžaka. Kasneje je bilo Smederevo pokrajina Habsburške monarhije, med letoma 1805 in 1807 pa je bilo ponovno središče prenovljene srbske države.

## Arhitektura
| A. Utrjeno predmestje | B. Notranje mesto / Utrjen grad |

| 1. Glavna vrata 2. Mestna vrata II 3. Mestna vrata I 4. Ladijska vrata 5. Vrata Jezava 6. Stolp zastave 7. Turški stolp z napisom 8. Vodni stolp 9. Zunanji vodni jarek 10. Notranji vodni jarek | 11. Most 12. Notranja mestna vrata 13. Pravokotni stolp 14. Donžon kula 15. Jerinina kula 16. Despotov stolp z napisom (Krstata kula) 17. Prestolna soba/Sprejemna dvorana 18. Palaa 19. Ostanki kopališča 20. Ostanki cerkve |

Smederevska trdnjava je monumentalni kompleks, zgrajen v bizantinski tradiciji po vzoru konstantinopelske trdnjave. Čeprav njeni temelji niso bili predvideni za potopitev, jo uvrščamo med vodne trdnjave, ker je v celoti obdana z vodo. Po dokončanju trdnjave je njen vojaški pomen upadal in bilo je le nekaj strukturnih sprememb. Zaradi tega se je prvotni arhitekturni slog ohranil do danes.
Trdnjavo obdaja 1,5 kilometra zidov s prsobranom, debelih preko 2 metra, in 25 stolpov, vsak je visok približno 25 metrov. Dve strani sta mejili na Donavo in Jezavo; Jezava je zdaj preusmerjena stran od obzidja. Tretja stran je obrambnemu sistemu dodala dva jarka, enega za mestno jedro in enega za predmestje. Območje južno od zunanjih zidov je ostalo odprto.

### Gradnja
Pri gradnji trdnjave so bile štiri glavne faze. Dela na prvem delu, utrjeni graščini despota Đurađa Brankovića, zgrajenem ob sotočju rek, so se začela jeseni 1428.
Pod nadzorom Jurija Palaiologa Kantakouzena, starejšega brata despotinje Jerine Branković, so zbrali les, apno in ogromno kamenja iz nekdanjih rimskih mest Mons Aureus (sodobna vas Seone, zahodno od Smedereva ), Marguma ( ob ustju Velike Morave ) in Viminaciuma. Spomladi 1429 so grški in dubrovaški delavci začeli zidati. Leta 1430 je bil eleganten dvorec dokončan. Vključeval je palas, ki se razteza po dolžini stene jarka; prestolno dvorano ob Donavskem zidu; bivalno-obrambni grad (Donžon kula), v kotu, ki ga tvori obzidje; zakladnico v visoki komori; in druge pomožne stavbe, ki tvorijo mestno središče.
Prestolna dvorana, kjer je Branković sprejemal obiskovalce, je bila zgrajena s štirimi dvoločnimi okni, oblikovanimi v mešanem gotsko-romanskem slogu. Donžon kula naj bi bila zadnja obrambna linija. Zgrajena je bila z zidovi debelimi več kot 4 metre in je v času turških napadov v njej prebivalo plemstvo. V zid Jezave so bila vgrajena skrita vrata, ki so omogočala prehod proti Ogrski.
Naslednjih devet let je bilo namenjenih širitvi utrdbe, da bi vključili večje utrjeno predmestje, s čimer je bila dokončana glavna trdnjava. V predmestju so postopoma gradili sakralni kompleks od 15. stoletja dalje, turško kopel pa so dodali Osmani v 17. stoletju. V donavskem obzidju predmestja so bila ladijska vrata, kjer so mornarji lahko vstopili v Donavsko steno. Ni jasno ali so bili zgrajeni kakšni dolgoročni stanovanjski objekti.
Med letoma 1460 in 1480, ko je bila v lasti Osmanskega cesarstva, je bil zgrajen večji obrambni sistem, vključno s strmini, nizkimi zidovi in več stolpi. V prvi polovici 18. stoletja so bili dodani utrjeni jarki.

### Trenutno stanje
Dotrajanost trdnjave je zelo različna, od Krstata kule, ki je še dobro ohranjena, do delov obzidja, ki niso bili popravljani in so se ponekod podrli.
Prva in najhujša škoda se je zgodila med drugo svetovno vojno. 5. junija 1941 je strelivo, shranjeno v trdnjavi, eksplodiralo, kar je uničilo ne le velik del južnega obzidja, ampak je tudi zdesetkalo večji del Smedereva. Nadaljnjo škodo je povzročilo zavezniško bombardiranje leta 1944.
Leta 1972 dokončan jez v Džerdapu je dvignil gladino spodnje Donave in povzročil velike poplave. Med letoma 1970 in 1980 je bil zgrajen sistem za zaščito trdnjave in okoliškega mesta pred prihodnjimi visokimi vodami, vendar je leta 2006 ponovno prišlo do velikih poplav, ki so bile posledica močnih padavin in taljenja snega.
Trdnjava je že od leta 1970 v središču restavratorskih in konservatorskih prizadevanj, ki jim sledijo arheološke in arhitekturne raziskave. Večina dosedanjih del je bila opravljena med letoma 1970 in 1995. Medtem ko so bili nekateri deli vsaj delno popravljeni, so drugi prejeli le konservatorska dela in so še vedno v slabem stanju.
V mestnem središču je temelj edini del palače, ki je ostal, sprejemna dvorana pa ima le obris tam, kjer so bili temelji. Kar je ostalo, je bilo delno obnovljeno in je zdaj stabilno, čeprav ostajajo težave z rastjo vegetacije in trajnim vzdrževanjem. Tudi okoliške stolpe je treba še urediti, saj so se mnogi podrli. Obnovitvi mesta je v letih 1994–1995 sledila arheološka preiskava.
Utrjeno predmestje je še vedno v zelo slabem stanju. Manjkajo deli obzidja, več stolpov je nagnjenih ali delno podrtih. Vogalni stolp za turškim napisnim stolpom in odsek obzidja ob Donavi sta bila konzervatorsko obdelana, južna stena, ki je bila večkrat obnovljena kot del nasipa, je stabilna, vendar so konservatorska dela slabe kakovosti. . Veliko časa je bilo namesto tega porabljenega za arheološka izkopavanja in raziskave, predvsem ostankov sakralnega kompleksa in turške kopeli.
Brežina ob Donavi, ki se je večkrat delno podrla, je bila obnovljena in je zdaj v dobrem stanju. Na drugih straneh je velik del strmine izginil ali je pod zemljo, splošno stanje pa ni znano.
Tudi ambient in okolje sta ogrožena, čeprav ostajata najboljša ob Donavi. Drugi dve strani sta obdani s sodobnim razvojem, kot so marina na vzhodni strani, železnica na jugu in vrsta drugih urbanih struktur.
Načrtovani končni rezultat del je popolna sanacija Smederevske trdnjave in njene neposredne okolice, vključno s prestavitvijo železniške proge, čeprav se ocene stroškov zelo razlikujejo. Med letoma 2003 in 2004 so bili stroški samo konservatorskih del ocenjeni na 10.600.000 EUR, medtem ko so skupni stroški sanacije, vključno s konzerviranjem, restavriranjem in raziskavami, dosegli celo 22.000.000 EUR. Leta 2005 so skupni stroški za osnovno ohranjanje in raziskave padli na 4.000.000 EUR.

### Stalni dejavniki tveganja
Kljub prizadevanjem za ohranitev je trdnjava še vedno ogrožena zaradi naravnih in umetnih razlogov. Višja gladina podzemne vode, ki je posledica jezu v Džerdapu, ogroža njeno stabilnost in je povečala število poplav, zlasti pred utrditvijo obale. Onesnaženost zraka in rast vegetacije povečujeta stopnjo propadanja. Urbani posegi, zlasti z železnico, še naprej ogrožajo značaj območja, ki obdaja trdnjavo. K počasnemu propadanju trdnjave prispevajo tudi neomejeni obiski turistov v kombinaciji z neustrezno zaščito, vzdrževanje in podporo, tako administrativno kot finančno.